# Primirje
Primirje je naziv koji u najširem smislu označava privremeni prestanak oružanog sukoba zbog dogovora sukobljenih strana o prekidu neprijateljskih djelovanja, a što može uključivati i neformalne prekide vatre. U užem smislu primirje označava formalni sporazum između predstavnika zaraćenih strana kojemu je krajnji cilj omogućiti pregovore koji mogu završiti bilo sklapanjem mirovnog ugovora bilo kapitulacijom jedne strane.

## Vanjske poveznice
- Allied Armistice Terms, 11 November 1918. The War to End All Wars. FirstWorldWar.com. Pristupljeno 4. siječnja 2007.
- The Expanded Cease-Fires Data Set Code Book  Arhivirana inačica izvorne stranice od 19. srpnja 2011. (Wayback Machine)